# Arida arizonica
Arida arizonica là một loài thực vật có hoa trong họ Cúc. Loài này được (R.C.Jacks. & R.R.Johnson) D.R.Morgan & R.L.Hartm. mô tả khoa học đầu tiên năm 2003.